# Condado de Boone (Missouri)
O Condado de Boone é um dos 114 condados do estado americano de Missouri. A sede do condado é Columbia, e sua maior cidade é Columbia. O condado possui uma área de 1 790 km² (dos quais 15 km² estão cobertos por água), uma população de 135 454 habitantes, e uma densidade populacional de 76 hab/km² (segundo o censo nacional de 2000). O condado foi fundado em 1820.